# Cratere Teiresias
Teiresias è un cratere sulla superficie di Teti.